# Matest Mendelejewitsch Agrest
Matest Mendelejewitsch Agrest (russisch Матест Менделевич Агрест; * 20. Juli 1915 in Mogiljow, Russisches Kaiserreich (heute in Belarus); † 20. September 2005 in Charleston (South Carolina), USA) war ein russischer Mathematiker, der sich mit Analysis und Angewandter Mathematik befasste. Außerdem war er ein Pionier der Prä-Astronautik.
Agrest besuchte eine Lubawitscher Jeschiwa (Abschluss 1929) und studierte an der Staatlichen Universität Leningrad Astronomie und Mathematik mit dem Diplom 1938, setzte sein Studium in Moskau fort, kämpfte im Zweiten Weltkrieg als Soldat unter anderem bei der Verteidigung von Moskau und wurde 1946 am Astronomischen Sternberg Institut der Lomonossow-Universität promoviert. Er war nach dem Zweiten Weltkrieg im geheimen sowjetischen Atombombenprojekt (Arsamas-16, dann Physikalisch-Technisches Institut in Sochumi). 1969 wurde er an der Sowjetischen Akademie der Wissenschaften habilitiert (russischer Doktortitel). 1992 ging er in den Ruhestand und zog in die USA nach Charleston (South Carolina).
Er veröffentlichte eine Monographie über unvollständige Zylinderfunktionen und veröffentlichte mathematische Tafelwerke über bestimmte spezielle Funktionen.
Bekannt ist er auch für einen der frühen Aufsätze über Prä-Astronautik, der 1961 in Moskau erschien (Kosmonauten des Altertums, russisch Космонавты древности) und vielfach übersetzt wurde. Darüber veröffentlichte er auch in den 1990er Jahren in den USA in der Zeitschrift Ancient Skies der Ancient Astronaut Society, deren Mitglied er war. In einem Aufsatz von 1959 hielt er die megalithischen Steinterrassen von Baalbek für Startrampen der außerirdischen Paläo-Astronauten und die Zerstörung von Sodom und Gomorrha für eine Atomexplosion der Paläo-Astronauten. Er inspirierte damit unter anderem Erich von Däniken.
Er war praktizierender orthodoxer Jude.

## Schriften
- mit Michail Sacharowitsch Maximow: Theory of Incomplete Cylindrical Functions and Their Applications, Grundlehren der mathematischen Wissenschaften, Springer 1971